# Árpád Göncz
Árpád Göncz (n. 10 februarie 1922, Budapesta, Ungaria – d. 6 octombrie 2015, Budapesta, Ungaria) a fost un politician liberal, primul președinte al Ungariei după prăbușirea comunismului, în perioada de la 2 mai 1990 până la 4 august 2000. A studiat științele juridice la Universitatea din Budapesta, pe care a absolvit-o în 1944. 
În data de 2 august 1958 a fost condamnat la închisoare pe viață, din motive politice. În martie 1960 a intrat în greva foamei la închisoarea din Vác. A fost amnistiat odată cu mai mulți deținuți politici în anul 1963.
A tradus mai multe cărți din engleză în maghiară, între care Stăpânul inelelor de John Ronald Tolkien.
A scris și publicat câteva volume de povestiri, romane și piese de teatru.

## În România
Între 25-27 mai 1997 a efectuat o vizită oficială în România, la invitația președintelui Emil Constantinescu. A fost prima vizită oficială a unui președinte al Ungariei în România, după căderea comunismului. Vizita, care a inclus orașele București, Cluj și Târgu Mureș, a fost descrisă de Árpád Göncz drept „cea mai frumoasă din viața lui”.

## Legături externe

### Texte integrale
- Gratiile Editura Liternet (2005)